# Therenia porosa
Therenia porosa är en mossdjursart som först beskrevs av Smitt 1873.  Therenia porosa ingår i släktet Therenia och familjen Escharinidae. Inga underarter finns listade i Catalogue of Life.